# Vereinigte Demokratische Kräfte
Die Vereinigten Demokratischen Kräfte (bulgarisch Обединени демократични сили Obedineni Demokratitschni Sili) waren ein von der Union der Demokratischen Kräfte angeführtes Parteienbündnis in Bulgarien, das zu den Parlamentswahlen 1997, 2001 und 2005 angetreten ist. Zwischen 1997 und 2001 verfügte sie über eine absolute Mehrheit im Parlament und stellte die Regierung.

## Mitglieder
Folgende Parteien waren bei mindestens einer Wahl Mitglied des Bündnisses:
- Union der Demokratischen Kräfte
- Bulgarische Bauernvolksunion – Volksunion
- Demokratische Partei
- Dwischenie Gergjowden (2005)
- Dwischenie sa Rawnoprawen Obschtestwen Model (2005)